# Schwimmen
Schwimmen bezeichnet das Schweben eines Körpers in einer Flüssigkeit und die Fortbewegung von Lebewesen im Wasser.

## Etymologie
Das altgermanische starke Verb (mhd. swimmen, ahd. swimman) bildet mit seinem westgermanischen Veranlassungswort schwemmen eine Wortgruppe, deren außergermanische Beziehungen nicht geklärt sind. Die Hauptbedeutung „sich im Wasser fortbewegen“ gilt von Anfang an, und zwar ursprünglich nur vom Menschen. Die Bedeutungen „ineinanderfließen“ und „undeutlich werden“ kommen im 18. Jahrhundert auf.

## Schwimmen als physikalischer Effekt
Ein so genannter Schwimmkörper verbleibt auf der Oberfläche einer Flüssigkeit, indem er (mit seinem eingetauchten Körper) so viel von ihr verdrängt wie er wiegt (archimedisches Prinzip). Ein schwimmender Körper taucht also so tief ein, bis die Masse des von ihm verdrängten Flüssigkeitsvolumens seiner eigenen Masse entspricht. Ist dies der Fall, wenn der Körper vollständig in die Flüssigkeit eingetaucht ist, dann schwebt der Körper in der Flüssigkeit, ohne dass er dazu einen Antrieb benötigt. Dies wird von Fischen und U-Booten genutzt. Verdrängt ein untergetauchter Körper weniger Flüssigkeit als er selbst wiegt, dann sinkt er zum Boden der Flüssigkeit.
Schwimmende Körper, die als hinreichend große Hohlform ausgeführt sind, können trotz größeren spezifischen Gewichts soviel Flüssigkeit verdrängen, dass sie im schwimmenden Zustand verbleiben (solange die Flüssigkeit nicht in den Hohlraum eindringt). Aus diesem Grund schwimmen sowohl Stahlschiffe als auch Betonschiffe, obwohl Stahl und Beton eine deutlich größere Dichte als Wasser haben.

## Schwimmen als Fortbewegungsart

### Prinzip
Das Prinzip der schwimmenden Fortbewegung besteht darin, dass Wasser durch geeignete Maßnahmen in die eine Richtung bewegt wird und als Reaktion darauf der Körper in die entgegengesetzte Richtung gleitet. Dazu werden von Lebewesen unterschiedliche Methoden angewandt.

### Fische
Bei der eigentlichen schwimmenden Fortbewegung führen sehr schlanke Schwimmer, wie etwa Aale, eine Schlängelbewegung aus, wobei die Kurven der Rumpfkrümmung stets paarweise auftreten. Die Wellenlänge der Bewegung ist dabei erheblich kürzer als die Rumpflänge. Sie besitzen keine Schwanzflosse, da sie nicht benötigt wird. Auch andere Fische führen eine Schlängelbewegung aus, doch ist die Wellenlänge meistens größer als die Körperlänge, was eine Schwanzflosse erforderlich macht (dasselbe gilt für Wale).
Entgegen früheren Vorstellungen leistet beim schnellen Schwimmen die Schwanzflosse keinerlei Beitrag zum Vortrieb. Sie dient allein der Richtungskontrolle und Steuerung. Der Vortrieb wird allein durch alternierende Krümmung des hinteren Rumpfteils und die dabei auf der jeweils konvexen Seite durch Reduzierung des örtlichen statischen Drucks auftretende Beschleunigung des angrenzenden Wassers bewirkt. Dabei tritt nur eine quer zur Bewegungsrichtung wirkende Kraft auf, die durch eine kompensierende Querkraft an der Schwanzflosse ausgeglichen werden muss. Der große Vorteil dieser Schwimmbewegung besteht darin, dass in Strömungsrichtung keine Kraft erzeugt werden muss.
Bei schnellen Fischen im turbulenten Strömungsbereich, wie Thunen und lamniden Haien, erfolgt die Bewegung durch seitliche Krümmung des Rumpfes. Deshalb steht die große Caudalflosse vertikal.
Genaueres im Artikel Flosse, Abschnitt Schwimmweisen der Fische.

### Andere Lebewesen

Schwimmender Frosch

Bei Walen und Delfinen wird die Wirbelsäule auf und ab gekrümmt, dementsprechend steht die Schwanzflosse dieser Meeressäuger horizontal. Die Bewegung der Wirbelsäule in dieser Richtung entspricht der von Säugetieren, die sich an Land rennend fortbewegen. Sie ist ebenfalls sehr effizient und erlaubt beispielsweise den großen Walen ihre Wanderungen über riesige Strecken.
Kalmare, Octopoden, Nautilus oder Sepien benutzen das Rückstoßprinzip zum Vortrieb. Robben nutzen verschiedene Techniken. Manche Seevögel, wie etwa Lummen, benutzen auch unter Wasser ihre Flügel zum Vortrieb.
Meeresschildkröten benutzen die zu „Flügeln“ umgestalteten Arme zur Fortbewegung. Bei ihnen wird die bei der Umströmung der Flügel auftretende Kraft, ähnlich wie die Auftriebskraft bei Vögeln, zur Vortriebserzeugung benutzt. Die Flügel erzeugen hydrodynamisch diese Kraft. Bei Wirbeltieren, die nicht dauernd im Wasser leben, wird demgegenüber der Vortrieb durch den hydrodynamischen Widerstand der bewegten Extremitäten erzeugt. Diese Bewegungsform ähnelt dem Paddeln und Rudern und ist erheblich unwirtschaftlicher. Durch die Form des Panzers bei den Meeresschildkröten mit der Verdickung an der Oberseite entsteht bei der Vorwärtsbewegung im Wasser über der Oberseite ein Unterdruck, während sich an der Unterseite ein Überdruck einstellt. Damit entfällt die Notwendigkeit das Körpergewicht zu tragen, die Flossen erzeugen nur den Vortrieb. Das erklärt die Fähigkeit, Tausende von Kilometern Strecke zu bewältigen.
Auch der Mensch bewegt seine Gliedmaßen in einer Weise, die den Widerstand zur Krafterzeugung benutzt, wie etwa der nebenstehend beim Schwimmen gezeigte Frosch. Diese Art der Fortbewegung ist allerdings weniger effizient. Es haben sich relativ effiziente Arten von Schwimmbewegungen herausgebildet, die vor allem im Schwimmsport als Schwimmarten oder Schwimmtechniken bekannt geworden sind. Die Fortbewegung unter Wasser ist günstiger als die an der Oberfläche, da dann der Wellenwiderstand nicht auftritt. Das Schwimmen an der Oberfläche erfordert aber in jedem Fall, dass die Bedingung des Gewichtsausgleichs zumindest annähernd erfüllt ist. Eine geringfügige Tendenz zum Absinken bzw. Untergehen kann dadurch ausgeglichen werden, dass die Schwimmbewegungen nicht nur horizontal, sondern auch gegen das Absinken schräg nach „oben“ gerichtet werden.

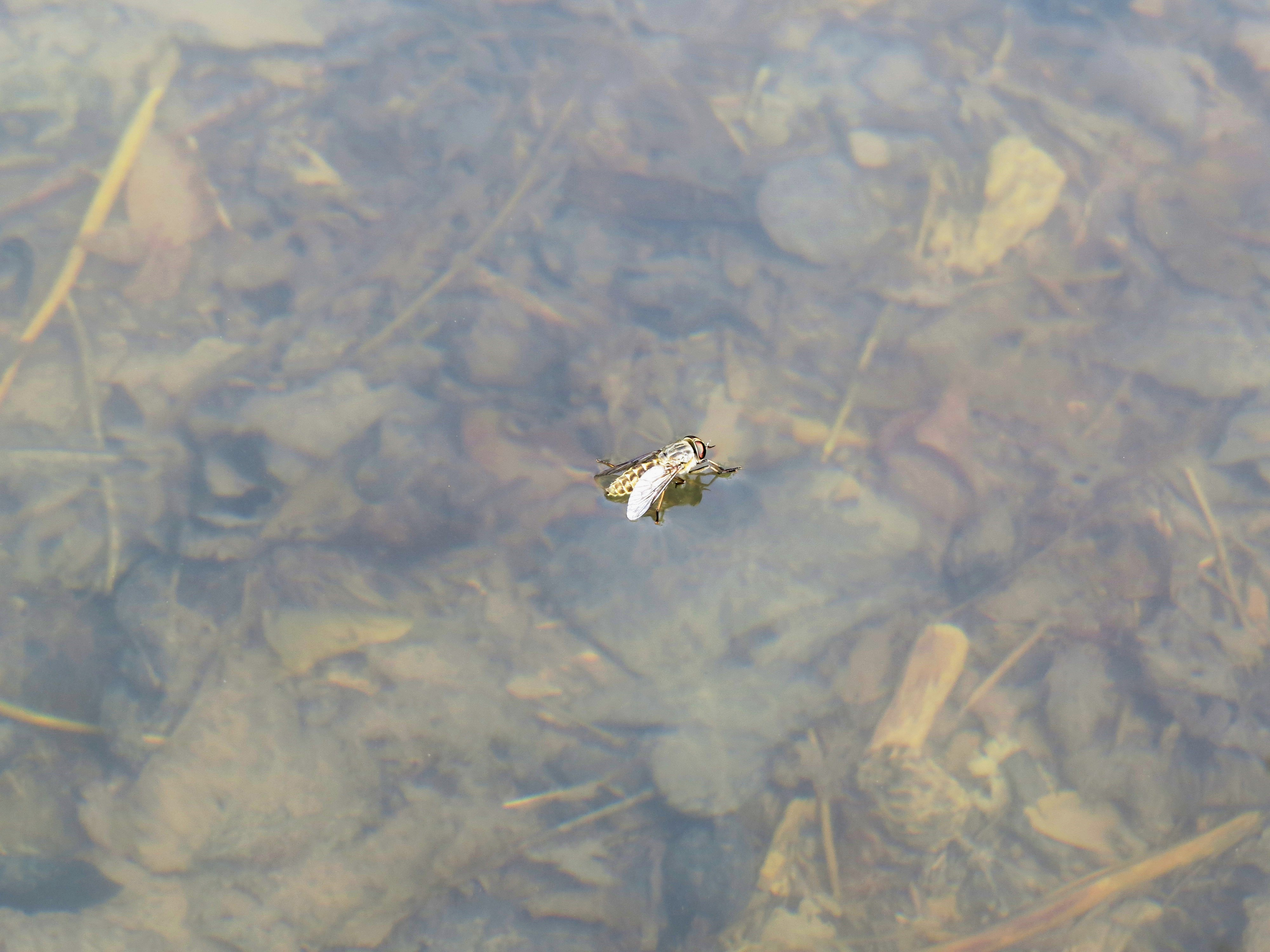
Auf dem Wasser gehende Pferdebremse (Tabanus sudeticus) an einem Teich in Frankenfels, Österreich

Im Extremfall kann ein Lebewesen mit sehr schnellen Beinbewegungen auch „auf dem Wasser wandeln“, wie das Beispiel der Jesus-Christus-Echse zeigt.

## Schwimmen beim Menschen

### Verbreitung

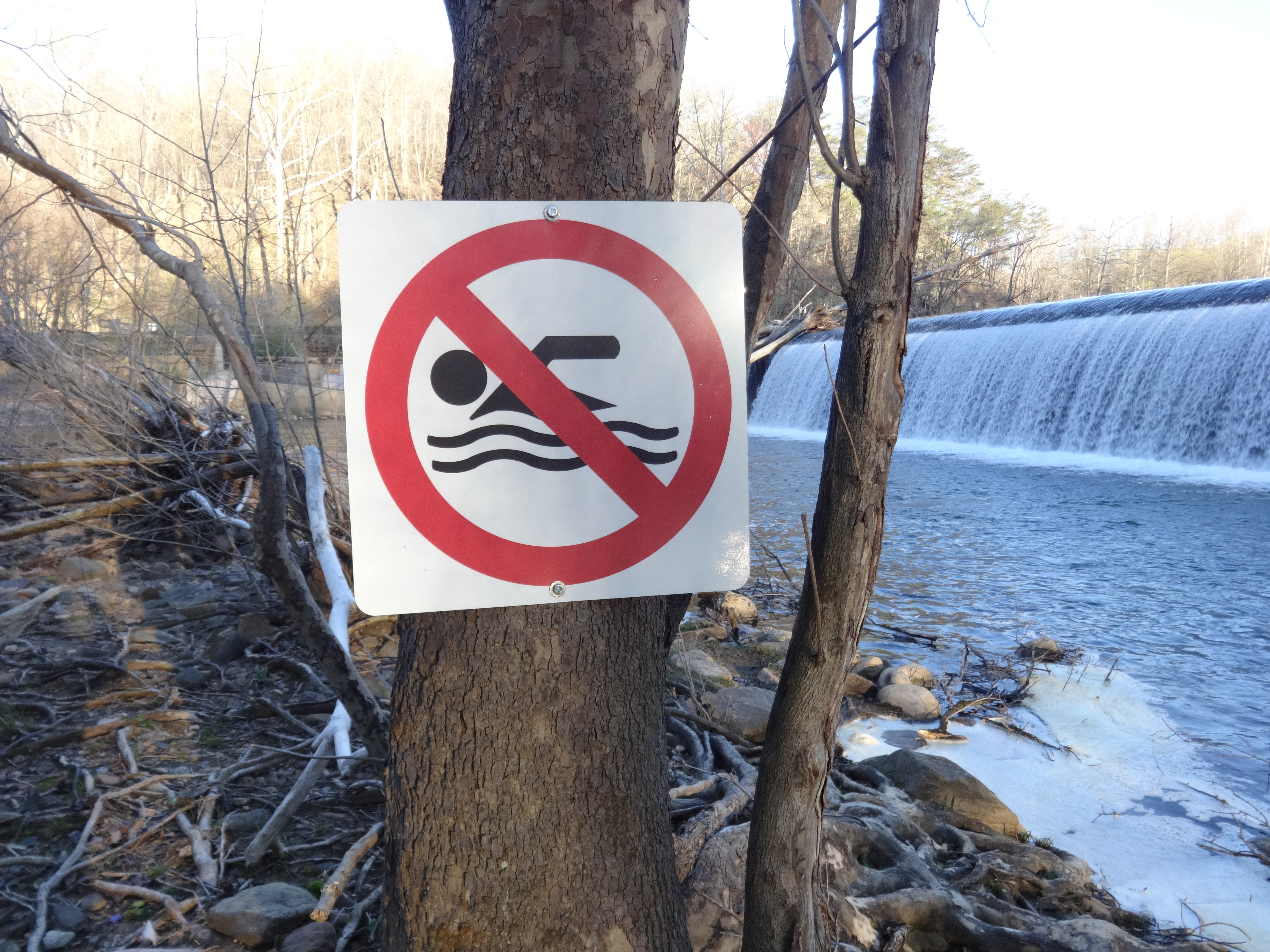
Verbotszeichen an einem Wehr

Schwimmen ist für den Menschen eine beliebte Freizeitbeschäftigung in natürlichen Gewässern wie Meeren, Seen und Flüssen sowie auch speziell dafür gebauten Schwimmbädern und Swimmingpools. Zum Umfeld des Schwimmens gehört auch das lustvolle Baden und das Planschen im Wasser. Das Schwimmen muss erlernt werden, besonders die Beherrschung einzelner Schwimmtechniken. Menschen, die nicht schwimmen können, nennt man Nichtschwimmer.
In Baggerseen kann das Schwimmen eingeschränkt oder wegen der Gefahren verboten sein. Das Baden und Schwimmen 100 Meter ober- und unterhalb von Brücken ist in Deutschland verboten; ebenso gibt es ein Schwimmverbot an Wehren und an Schiffsanlegestellen für Fahrgastschiffe.
Für einige Menschen gehört das Schwimmen zur beruflichen Tätigkeit, wie etwa für Rettungsschwimmer, Kampfschwimmer und Taucher. Schwimmen wird auch als Wettkampfsport betrieben.

### Elemente des Schwimmens

#### Naturgesetze
Die Grundlagen sind die Gesetze von Newton (Aktion und Reaktion), die Hydrodynamik, die Bewegungs- und Trainingslehre.

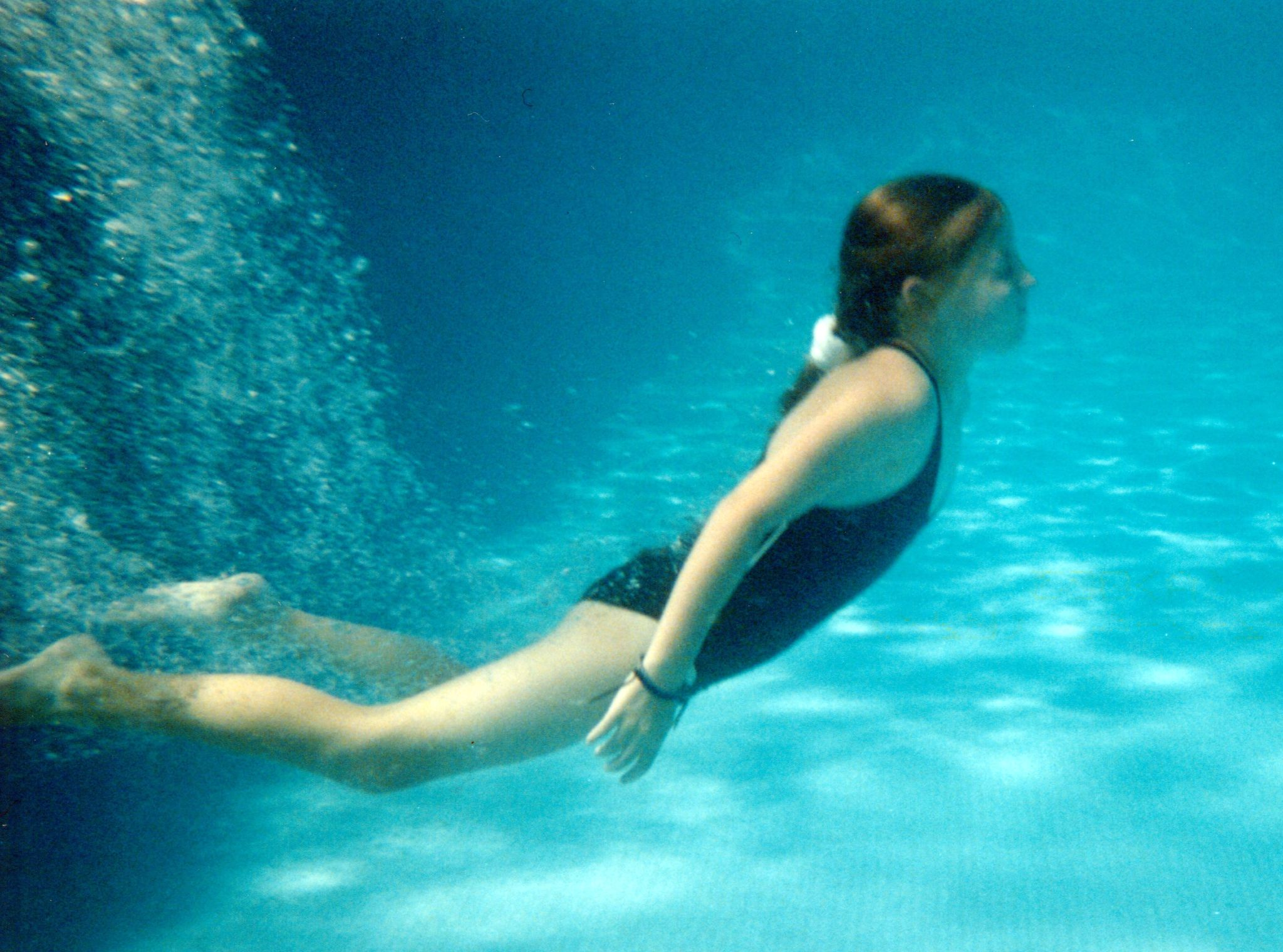
Unter Wasser nach dem Sprung

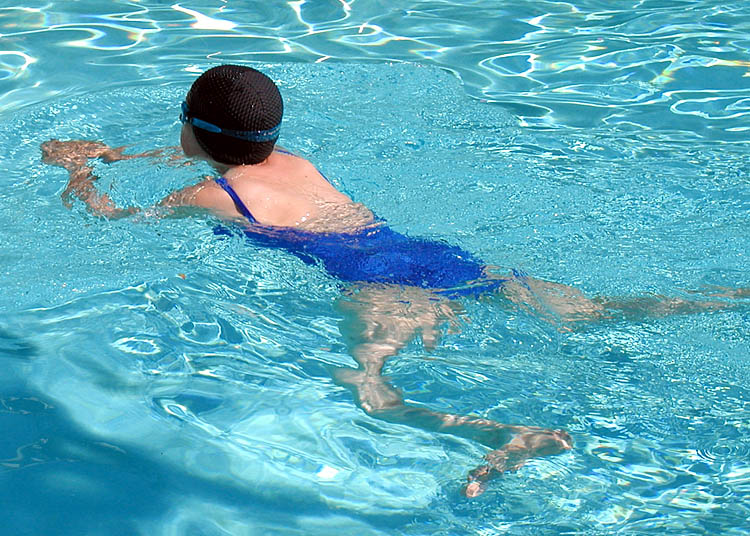
Brustschwimmen

#### Auftrieb

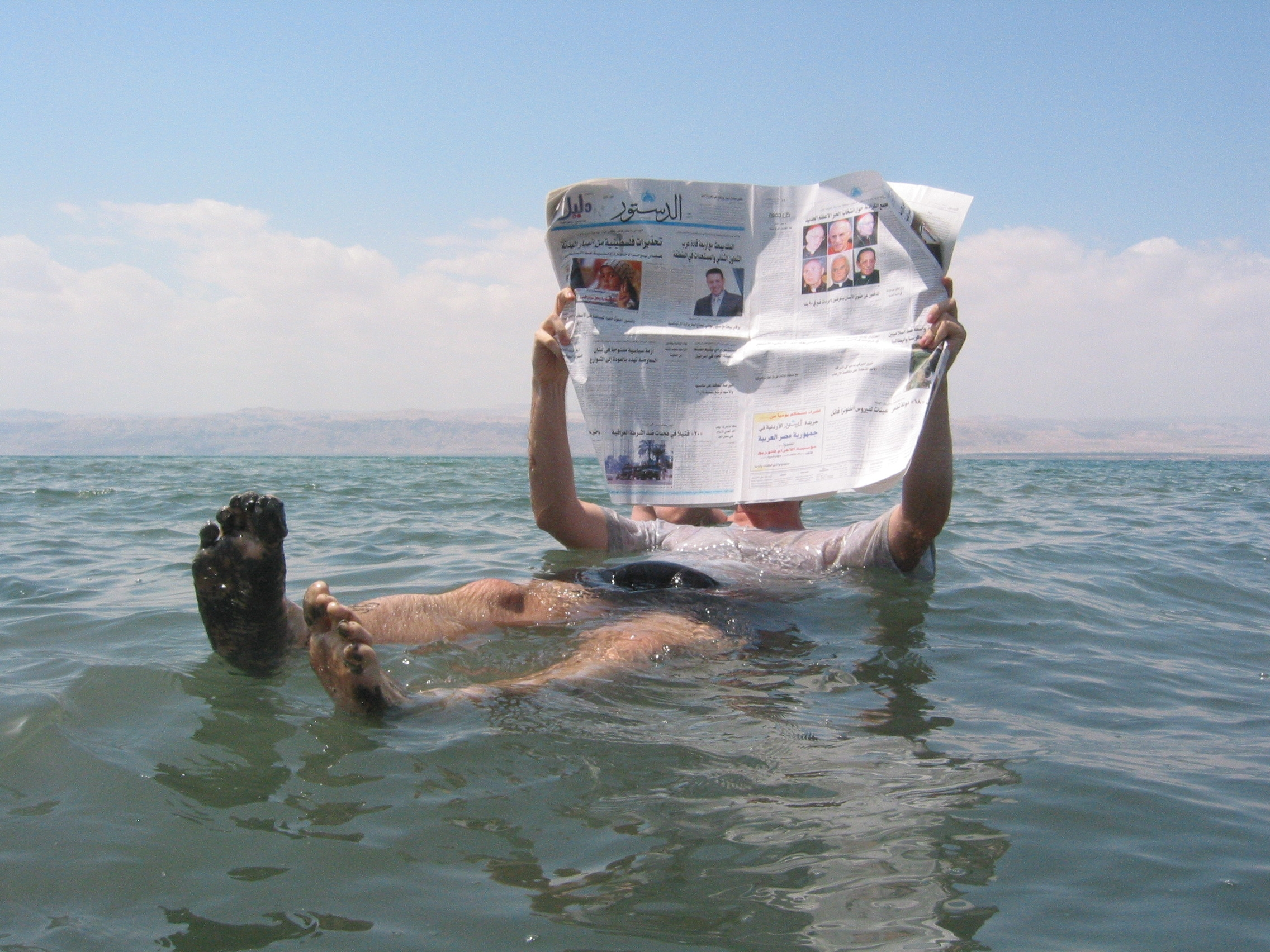
Im stark salzhaltigen Toten Meer schwebt ein menschlicher Körper auch ohne Schwimmbewegungen

Der Auftrieb ist abhängig von der ins Wasser eingetauchten Körpermasse. Je weniger eingetaucht ist, desto mehr muss der Auftrieb durch Muskelkraft erfolgen. Der Schwimm-Anfänger schwimmt viel leichter, wenn er auch den Kopf ins Wasser legt. Der menschliche Körper hat etwa die gleiche Dichte wie Wasser und fühlt sich an der Wasseroberfläche fast schwerelos an (typische spezifische Dichte des Körpers eingeatmet = 0,94 bis 0,98 und ausgeatmet = 1,01 bis 1,07).
Körperbau und Fettverteilung erzeugen unterschiedliche Auftriebsverteilung. Menschen mit einem hohen Körperfettanteil erleben mehr Auftrieb, weil das Fettgewebe eine Dichte von etwa 0,94 kg/l hat, und damit etwas unter dem Wert des Wassers liegt (1 kg/l).
Manche Menschen sinken auch, wenn sie vollständig eingeatmet haben, andere können auch ohne Luft in der Lunge an der Wasseroberfläche treiben. Siehe: Physik und Physiologie des Toten Mannes

#### Wasserwiderstand
Je größer die der Bewegungsrichtung entgegenstehende Körperfläche und je größer die Geschwindigkeit (Widerstand nimmt quadratisch zu), desto größer ist der Widerstand. Je „windschlüpfiger“ also der Körper, desto geringer ist der Widerstand. Der Wasserwiderstand ist auch dynamisch von der Bewegung abhängig. Vortrieb entsteht durch Ausnutzen möglichst großer Widerstände (beispielsweise geschlossene Finger beim Armzug). Bei allen der Schwimmrichtung entgegengesetzten Bewegungen muss der Widerstand hingegen verkleinert werden durch eine optimale Gleitlage und durch optimale Bewegungsabläufe (beispielsweise die Überwasserphase des Armes beim Kraulschwimmen).
Der Wasserwiderstand hilft auch zum Kräftigen der Muskulatur, beispielsweise bei der Wassergymnastik.

#### Vortrieb
Der Vortrieb erfolgt durch Muskelkraft. Entscheidend ist, dass der maximale Krafteinsatz dort erfolgt, wo er am meisten Wirkung entfaltet. Die unterschiedlichen Schwimmtechniken werden seit Jahrtausenden (bei Tieren seit Jahrmillionen) optimiert, im Schwimmunterricht gezielt geschult und im Spitzensport mit Videoanalysen und Bewegungsstudien verbessert.

#### Wasserlage und Gleiten
Die optimale Wasserlage vermindert den Wasserwiderstand. Der Körper liegt möglichst gestreckt und möglichst waagerecht im Wasser. Auch der Kopf liegt immer im Wasser. Er wird nur zum Einatmen leicht gedreht oder gehoben. Wasserlage und Gleiten werden im Schwimmunterricht bereits in der Wassergewöhnung gelehrt, beispielsweise indem die Schwimmschüler mit den Füßen vom Beckenrand abstoßen und mit vorgehaltenen Armen, den Kopf im Wasser, mit gestrecktem Körper möglichst weit gleiten.

#### Koordination
Die Koordination von Atmung und Bewegung entscheidet über die Sicherheit des Anfängers im Wasser. Bei Fortgeschrittenen entscheidet die Koordination über die Ausdauer. Nur wenn die Sauerstoffzufuhr und die Abatmung der verbrauchten Luft mit den biochemischen Vorgängen in der Muskulatur übereinstimmt, ist eine hohe Leistung möglich. Auch die erzielbare Geschwindigkeit ist von der Koordination abhängig.

### Geschichte des Schwimmens

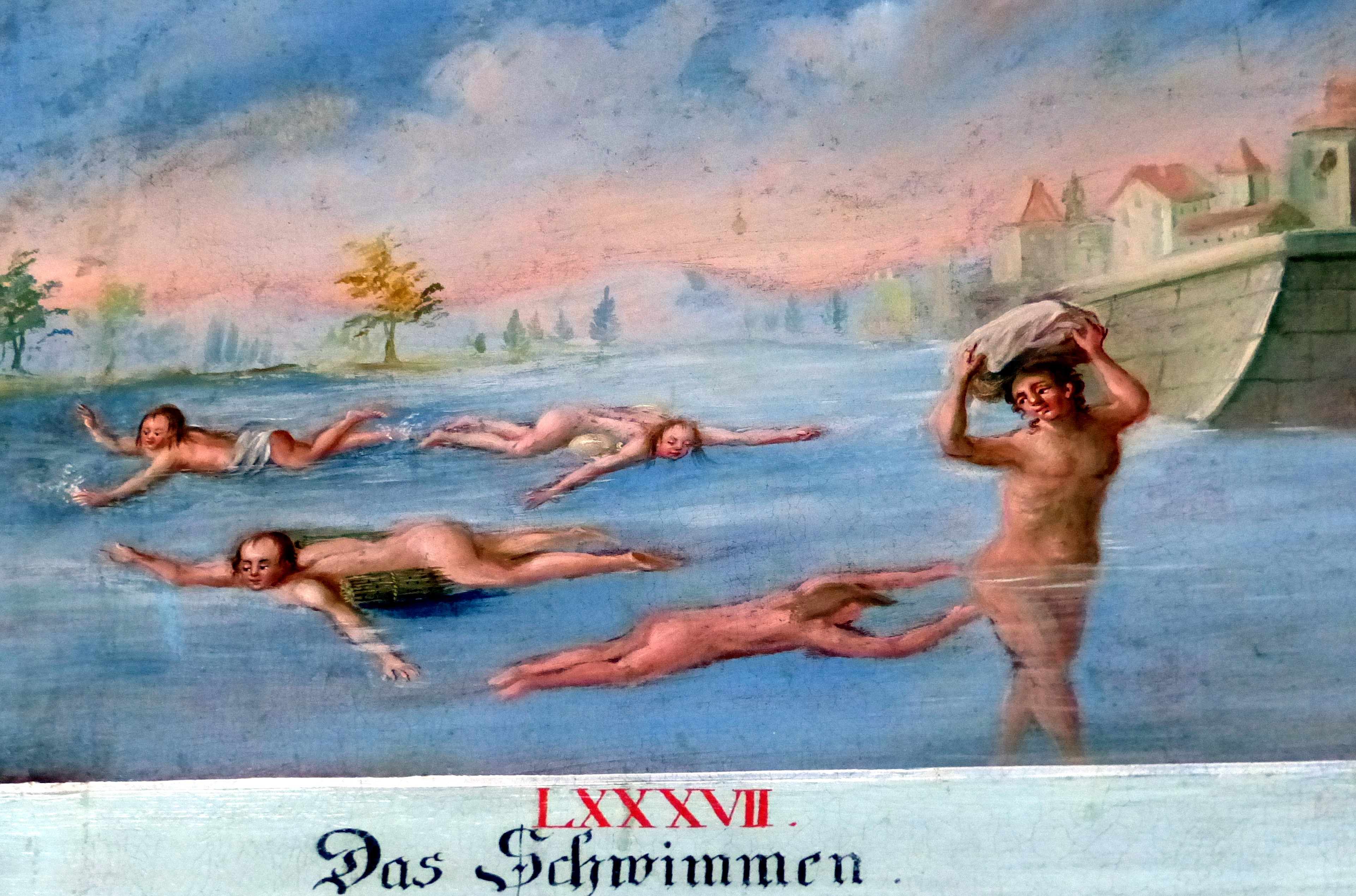
„Schwimmen“ auf einer Schautafel der Klosterschule Goldenkron (Zlatá Koruna, Tschechien)

#### Zeugnisse aus dem Altertum
Das Schwimmen ist seit prähistorischen Zeiten bekannt. Ältestes Zeugnis des Schwimmens ist ein Siegelzylinder aus Ton, der aus dem 9. bis 4. Jahrtausend v. Chr. stammt und in der Höhle der Schwimmer nahe dem Wadi Sora in Ägypten gefunden wurde. Schriftliche Zeugnisse reichen bis vor 2000 v. Chr. zurück. Ein früher Beleg ist eine biographische Inschrift aus der Ersten Zwischenzeit des Alten Ägypten in Asyut, in der berichtet wird, dass das Erlernen der Kunst des Schwimmens zum Erziehungsprogramm der Kinder des Königs und anderer hochrangiger Personen gehörte.
Aus griechischer und römischer Zeit sind Schwimmlehrer und Hilfsmittel wie Binsengürtel, luftgefüllte Schläuche oder Korkschwimmgürtel bekannt. Um 310 v. Chr. wird von einer römischen Militärschwimmschule berichtet. Die Römer schwammen im Tiber oder in Fischteichen (Piscinae). In der Kaiserzeit (27 v. Chr. bis 476 n. Chr.) entstanden größere Schwimmbecken (natationes) innerhalb der Thermen. Wenn Griechen oder Römer in der Antike einen besonders ungebildeten Menschen trafen, sagten sie über diesen, er könne „weder lesen noch schwimmen“.
Weitere Zeugnisse für das Schwimmen im Altertum finden sich im Gilgamesch-Epos, in der Ilias und der Odyssee, im Beowulf sowie in der Bibel (Ezechiel 47,5 , Apostelgeschichte 27,42 , Jesaja 25,11 ).
Im Mischna-Traktat Qidduschin (29a) steht geschrieben, dass es eine der Aufgaben des jüdischen Vaters gegenüber seinem Sohn sei, ihn das Schwimmen zu lehren.

#### Frühe Schwimmlehrbücher

Schwimmen lernen, Vorübung auf dem Lande. Aus einem Buch von 1894

Um 1500 wurde Kindern das Schwimmen etwa mit Hilfe von Kuhharnblasen gelehrt.
1538 erschien das erste bekannte Schwimmlehrbuch von Nikolaus Wynmann mit dem Titel Colymbetes sive de arte natandi dialogus (Der Schwimmer oder ein Zwiegespräch über die Schwimmkunst). Es konnte jedoch keine Wirkung entfalten, da es Schwimmen nur beschrieb, nicht aber analysierte und erst 1866 übersetzt wurde.
Wesentlich wichtiger war Everard Digby, ein Professor für Physik in Cambridge. Sein lateinisches Werk De arte natandi libri duo (1587) (Zwei Bücher über die Kunst des Schwimmens) beschrieb eine Biomechanik des Schwimmens und galt bis in die Mitte des 19. Jahrhunderts als das fortschrittlichste Schwimmbuch. Digbys zweites Schwimmbuch wurde schon sehr bald ins Englische (1595; 1658) und später ins Französische (1696) übersetzt. Die französische Übersetzung von Thevenot war die Grundlage der Schwimmausbildung der französischen Armee und diente auch als Vorlage für die Übersetzungen ins Niederländische (1825), Spanische (1848) und Italienische (1819).
Das Kleine Lehrbuch der Schwimmkunst zum Selbstunterricht (1798) von Johann Christoph Friedrich Guts Muths war gegenüber Digby ein Rückschritt, weil er zwar einerseits eine systematische Schwimmausbildung begründete, andererseits aber Trockenübungen an Land sowie Übungen mit dem Schwimmgürtel im Wasser empfahl und sich als Pädagoge nicht mit den physikalischen Besonderheiten befasste. In der Folgezeit wurden zunächst vor allem in Deutschland die Trockenübungen an Land ausgebaut.

#### Schwimmunterricht im Deutschen Reich
Ab 1810 fand der Schwimmunterricht als Massenunterricht, zunächst in Militärschwimmschulen, statt. Im Deutschen Reich gelang erst um 1925 die Loslösung von der mechanistischen Sicht des Schwimmenlernens durch Kurt Wießner (1894–1965). Dieser räumte der Wassergewöhnung wieder einen höheren Stellenwert ein und war ein Verfechter des gerätelosen Schwimmunterrichts. Statt mit Zählkommandos ließ er die Schüler die Bewegungsabläufe schwungvoll und von Anfang an im Wasser ausführen. Er gilt damit als Wegbereiter der modernen deutschen Schwimmausbildung, die mit Brustschwimmen beginnt.

### Schwimmunterricht

Anteil der Nichtschwimmer im Alter zwischen 5 und 17 Jahre, Deutschland 2009–2012, aufgeschlüsselt nach gesellschaftlichen Gruppen. Quelle: Infrastrukturatlas 2020

Gesunde Kinder können, sofern sie keine entsprechende Scheu vor dem Wasser haben, ab einem Alter von etwa vier oder fünf Jahren das Schwimmen erlernen. Schwimmen im Rahmen des Sportunterrichts wird auch als Schulschwimmen bezeichnet. Knappe öffentliche finanzielle und sachliche  Ressourcen beeinträchtigen die flächendeckende Erteilung von Schwimmunterricht an Schulen.  Das sogenannte Babyschwimmen ab der sechsten Lebenswoche beruht auf einem angeborenen Atemschutz- und Kriechreflex. Diese Reflexe verlieren sich im dritten bis sechsten Lebensmonat, so dass eine tatsächliche Schwimmfähigkeit später neu erlernt werden muss.
 Vorrang der Schulpflicht vor dem Erziehungsrecht der Eltern
Beim Schulschwimmen besteht ein Wertekonflikt zwischen der Religionsfreiheit einerseits und den Erziehungszielen andererseits.
In deutschsprachigen Ländern gibt es kein Recht auf eine Freistellung von muslimischen Kindern vom gemischtgeschlechtlichen Schwimmunterricht. Sowohl das deutsche Bundesverwaltungsgericht als auch das schweizerische Bundesgericht bestätigen diese Regel. In Österreich ist Schwimmunterricht zwingender Teil des Lehrplans, die Form ist den Schulen überlassen, so existiert in Wien ein Bad, das an einem Tag nur für muslimische Frauen geöffnet ist, wo der Schwimmunterricht erfolgt.
Ein Urteil des Bundesverwaltungsgerichts aus Leipzig bestätigte, dass der staatliche Erziehungsauftrag diesen Eingriff in das Grundrecht der Glaubensfreiheit verfassungsrechtlich rechtfertige, da es zumutbar sei, z. B. im Burkini teilzunehmen.
Am 10. Januar 2017 bestätigte der Europäische Gerichtshof für Menschenrechte in Straßburg das 2012 vom Bundesgericht beschlossene Urteil, dass muslimische Mädchen am gemeinsamen Schwimmunterricht von Jungen und Mädchen in den Schulen teilzunehmen haben und folglich eine vom Basler Erziehungsdepartement verhängte Ordnungsbuße korrekt war, nachdem ein muslimischer Vater sich weigerte, seine beiden Mädchen in den Schwimmunterricht zu schicken.

### Evolutionsbiologie
Von einigen Biologen wurden diverse evolutionäre Anpassungen des anatomisch modernen Menschen (Homo sapiens) dahingehend interpretiert, dass dessen Vorfahren im Verlauf der Menschwerdung eine teilweise wasserlebende Phase durchgemacht haben. Diese sogenannte Wasseraffen-Theorie (auch: Wasseraffen-Hypothese) konnte sich aber in Fachkreisen nie durchsetzen.

## Übertragener Sprachgebrauch
Die Tatsache, dass man beim Schwimmen keinen Bodenkontakt hat, zeigt sich auch in der sprachlichen Verwendung. Das Wort wird benutzt, um ein Gefühl der Unsicherheit (z. B. „beim Vortrag ins Schwimmen kommen“) oder einen diffusen Eindruck (z. B. „die Buchstaben verschwimmen vor den Augen“) zu beschreiben. Außerdem kann man im übertragenen Sinn in etwas anderem als Wasser schwimmen, z. B. im Geld, wenn man es im Überfluss besitzt.
Es gibt viele Redewendungen rund um den Begriff Schwimmen.